# Phase finale de la Ligue des champions masculine de l'EHF 2016-2017
Navigation
2015-2016 2017-2018
Cet article détaille les matchs de la phase finale de la Ligue des champions 2016-2017 de handball organisée par la Fédération européenne de handball du 22 mars 2016 au 4 juin 2016.
Douze équipes, dix issues des poules hautes et deux issues demi-finales de qualification des poules basses, jouent des matchs à élimination directe en matchs aller et retour. Les six équipes vainqueurs rejoignent en quarts de finale les deux équipes ayant terminé premières des poules hautes. Concernant les Final Four, un tirage au sort détermine les équipent qui s'affrontent en demi-finales.

## Tableau final
|  | Huitièmes de finale  | Huitièmes de finale    | Huitièmes de finale            | Huitièmes de finale  |                    |                        | Quarts de finale | Quarts de finale | Quarts de finale               | Quarts de finale               |                                |                                | Demi-finales (tirage au sort)  | Demi-finales (tirage au sort)  | Demi-finales (tirage au sort)  | Demi-finales (tirage au sort)  |  |  | Finale                         | Finale                         | Finale                         | Finale                         |
|  |                      |                        |                                |                      |                    |                        |                  |                  |                                |                                |                                |                                |                                |                                |                                |                                |  |  |                                |                                |                                |                                |
|  | 22 et 30 mars        | 22 et 30 mars          | 22 et 30 mars                  | 22 et 30 mars        |                    |                        | 23 et 29 avril   | 23 et 29 avril   | 23 et 29 avril                 | 23 et 29 avril                 |                                |                                | 3 juin, Lanxess Arena, Cologne | 3 juin, Lanxess Arena, Cologne | 3 juin, Lanxess Arena, Cologne | 3 juin, Lanxess Arena, Cologne |  |  | 4 juin, Lanxess Arena, Cologne | 4 juin, Lanxess Arena, Cologne | 4 juin, Lanxess Arena, Cologne | 4 juin, Lanxess Arena, Cologne |
|  | A5                   | THW Kiel               | 24                             | 26                   |                    |                        | 23 et 29 avril   | 23 et 29 avril   | 23 et 29 avril                 | 23 et 29 avril                 |                                |                                | 3 juin, Lanxess Arena, Cologne | 3 juin, Lanxess Arena, Cologne | 3 juin, Lanxess Arena, Cologne | 3 juin, Lanxess Arena, Cologne |  |  | 4 juin, Lanxess Arena, Cologne | 4 juin, Lanxess Arena, Cologne | 4 juin, Lanxess Arena, Cologne | 4 juin, Lanxess Arena, Cologne |
|  | A5                   | THW Kiel               | 24                             | 26                   |                    |                        | 23 et 29 avril   | 23 et 29 avril   | 23 et 29 avril                 | 23 et 29 avril                 |                                |                                | 3 juin, Lanxess Arena, Cologne | 3 juin, Lanxess Arena, Cologne | 3 juin, Lanxess Arena, Cologne | 3 juin, Lanxess Arena, Cologne |  |  | 4 juin, Lanxess Arena, Cologne | 4 juin, Lanxess Arena, Cologne | 4 juin, Lanxess Arena, Cologne | 4 juin, Lanxess Arena, Cologne |
|  | B4                   | Rhein-Neckar Löwen     | 25                             | 24                   |                    |                        | 23 et 29 avril   | 23 et 29 avril   | 23 et 29 avril                 | 23 et 29 avril                 |                                |                                | 3 juin, Lanxess Arena, Cologne | 3 juin, Lanxess Arena, Cologne | 3 juin, Lanxess Arena, Cologne | 3 juin, Lanxess Arena, Cologne |  |  | 4 juin, Lanxess Arena, Cologne | 4 juin, Lanxess Arena, Cologne | 4 juin, Lanxess Arena, Cologne | 4 juin, Lanxess Arena, Cologne |
|  | B4                   | Rhein-Neckar Löwen     | 25                             | 24                   | A5                 | THW Kiel               | 28               | 18               |                                |                                |                                |                                | 3 juin, Lanxess Arena, Cologne | 3 juin, Lanxess Arena, Cologne | 3 juin, Lanxess Arena, Cologne | 3 juin, Lanxess Arena, Cologne |  |  | 4 juin, Lanxess Arena, Cologne | 4 juin, Lanxess Arena, Cologne | 4 juin, Lanxess Arena, Cologne | 4 juin, Lanxess Arena, Cologne |
|  |                      |                        |                                |                      | A5                 | THW Kiel               | 28               | 18               |                                |                                |                                |                                | 3 juin, Lanxess Arena, Cologne | 3 juin, Lanxess Arena, Cologne | 3 juin, Lanxess Arena, Cologne | 3 juin, Lanxess Arena, Cologne |  |  | 4 juin, Lanxess Arena, Cologne | 4 juin, Lanxess Arena, Cologne | 4 juin, Lanxess Arena, Cologne | 4 juin, Lanxess Arena, Cologne |
|  |                      |                        | A1                             | FC Barcelone         | 26                 | 23                     |                  |                  |                                |                                |                                |                                | 3 juin, Lanxess Arena, Cologne | 3 juin, Lanxess Arena, Cologne | 3 juin, Lanxess Arena, Cologne | 3 juin, Lanxess Arena, Cologne |  |  | 4 juin, Lanxess Arena, Cologne | 4 juin, Lanxess Arena, Cologne | 4 juin, Lanxess Arena, Cologne | 4 juin, Lanxess Arena, Cologne |
|  |                      |                        |                                |                      | 26                 | 23                     |                  |                  |                                |                                |                                |                                | 3 juin, Lanxess Arena, Cologne | 3 juin, Lanxess Arena, Cologne | 3 juin, Lanxess Arena, Cologne | 3 juin, Lanxess Arena, Cologne |  |  | 4 juin, Lanxess Arena, Cologne | 4 juin, Lanxess Arena, Cologne | 4 juin, Lanxess Arena, Cologne | 4 juin, Lanxess Arena, Cologne |
|  |                      | 22 et 27 avril         |                                |                      |                    |                        |                  |                  |                                |                                |                                |                                | 3 juin, Lanxess Arena, Cologne | 3 juin, Lanxess Arena, Cologne | 3 juin, Lanxess Arena, Cologne | 3 juin, Lanxess Arena, Cologne |  |  | 4 juin, Lanxess Arena, Cologne | 4 juin, Lanxess Arena, Cologne | 4 juin, Lanxess Arena, Cologne | 4 juin, Lanxess Arena, Cologne |
|  |                      |                        |                                |                      |                    |                        |                  |                  |                                |                                |                                |                                | 3 juin, Lanxess Arena, Cologne | 3 juin, Lanxess Arena, Cologne | 3 juin, Lanxess Arena, Cologne | 3 juin, Lanxess Arena, Cologne |  |  | 4 juin, Lanxess Arena, Cologne | 4 juin, Lanxess Arena, Cologne | 4 juin, Lanxess Arena, Cologne | 4 juin, Lanxess Arena, Cologne |
|  | A1                   | FC Barcelone           | 25                             | 25                   |                    |                        |                  |                  |                                |                                |                                |                                |                                |                                |                                |                                |  |  | 4 juin, Lanxess Arena, Cologne | 4 juin, Lanxess Arena, Cologne | 4 juin, Lanxess Arena, Cologne | 4 juin, Lanxess Arena, Cologne |
|  | A1                   | FC Barcelone           | 25                             | 25                   | 26 mars et 2 avril |                        |                  |                  |                                |                                |                                |                                |                                |                                |                                |                                |  |  | 4 juin, Lanxess Arena, Cologne | 4 juin, Lanxess Arena, Cologne | 4 juin, Lanxess Arena, Cologne | 4 juin, Lanxess Arena, Cologne |
|  |                      |                        | B1                             | RK Vardar Skopje     | 26                 | 26                     |                  |                  |                                |                                |                                |                                |                                |                                |                                |                                |  |  | 4 juin, Lanxess Arena, Cologne | 4 juin, Lanxess Arena, Cologne | 4 juin, Lanxess Arena, Cologne | 4 juin, Lanxess Arena, Cologne |
|  | B5                   | HC Meshkov Brest       | B1                             | RK Vardar Skopje     | 26                 | 26                     | 25               | 26               |                                |                                |                                |                                |                                |                                |                                |                                |  |  | 4 juin, Lanxess Arena, Cologne | 4 juin, Lanxess Arena, Cologne | 4 juin, Lanxess Arena, Cologne | 4 juin, Lanxess Arena, Cologne |
|  | B5                   | HC Meshkov Brest       | 3 juin, Lanxess Arena, Cologne |                      |                    |                        | 25               | 26               |                                |                                |                                |                                |                                |                                |                                |                                |  |  | 4 juin, Lanxess Arena, Cologne | 4 juin, Lanxess Arena, Cologne | 4 juin, Lanxess Arena, Cologne | 4 juin, Lanxess Arena, Cologne |
|  | A4                   | SG Flensburg-Handewitt | 26                             | 28                   |                    |                        |                  |                  |                                |                                |                                |                                |                                |                                |                                |                                |  |  | 4 juin, Lanxess Arena, Cologne | 4 juin, Lanxess Arena, Cologne | 4 juin, Lanxess Arena, Cologne | 4 juin, Lanxess Arena, Cologne |
|  | A4                   | SG Flensburg-Handewitt | 26                             | 28                   | A4                 | SG Flensburg-Handewitt | 24               | 27               |                                |                                |                                |                                |                                |                                |                                |                                |  |  | 4 juin, Lanxess Arena, Cologne | 4 juin, Lanxess Arena, Cologne | 4 juin, Lanxess Arena, Cologne | 4 juin, Lanxess Arena, Cologne |
|  |                      |                        |                                |                      | A4                 | SG Flensburg-Handewitt | 24               | 27               |                                |                                |                                |                                |                                |                                |                                |                                |  |  | 4 juin, Lanxess Arena, Cologne | 4 juin, Lanxess Arena, Cologne | 4 juin, Lanxess Arena, Cologne | 4 juin, Lanxess Arena, Cologne |
|  |                      |                        | B1                             | RK Vardar Skopje     | 26                 | 35                     |                  |                  |                                |                                |                                |                                |                                |                                |                                |                                |  |  | 4 juin, Lanxess Arena, Cologne | 4 juin, Lanxess Arena, Cologne | 4 juin, Lanxess Arena, Cologne | 4 juin, Lanxess Arena, Cologne |
|  |                      |                        |                                |                      | 26                 | 35                     |                  |                  |                                |                                |                                |                                |                                |                                |                                |                                |  |  | 4 juin, Lanxess Arena, Cologne | 4 juin, Lanxess Arena, Cologne | 4 juin, Lanxess Arena, Cologne | 4 juin, Lanxess Arena, Cologne |
|  |                      | 23 et 29 avril         |                                |                      |                    |                        |                  |                  |                                |                                |                                |                                |                                |                                |                                |                                |  |  | 4 juin, Lanxess Arena, Cologne | 4 juin, Lanxess Arena, Cologne | 4 juin, Lanxess Arena, Cologne | 4 juin, Lanxess Arena, Cologne |
|  |                      |                        |                                |                      |                    |                        |                  |                  |                                |                                |                                |                                |                                |                                |                                |                                |  |  | 4 juin, Lanxess Arena, Cologne | 4 juin, Lanxess Arena, Cologne | 4 juin, Lanxess Arena, Cologne | 4 juin, Lanxess Arena, Cologne |
|  | B1                   | RK Vardar Skopje       | 24                             | 24                   |                    |                        |                  |                  |                                |                                |                                |                                |                                |                                |                                |                                |  |  |                                |                                |                                |                                |
|  | B1                   | RK Vardar Skopje       | 24                             | 24                   | 26 mars et 2 avril |                        |                  |                  |                                |                                |                                |                                |                                |                                |                                |                                |  |  |                                |                                |                                |                                |
|  |                      |                        | A2                             | Paris Saint-Germain  | 23                 | 23                     |                  |                  |                                |                                |                                |                                |                                |                                |                                |                                |  |  |                                |                                |                                |                                |
|  | A6                   | Bjerringbro-Silkeborg  | A2                             | Paris Saint-Germain  | 23                 | 23                     | 24               | 24               |                                |                                |                                |                                |                                |                                |                                |                                |  |  |                                |                                |                                |                                |
|  | A6                   | Bjerringbro-Silkeborg  |                                |                      |                    |                        |                  | 24               |                                |                                |                                |                                |                                |                                |                                |                                |  |  |                                |                                |                                |                                |
|  | B3                   | SC Pick Szeged         | 26                             | 33                   |                    |                        |                  |                  |                                |                                |                                |                                |                                |                                |                                |                                |  |  |                                |                                |                                |                                |
|  | B3                   | SC Pick Szeged         | 26                             | 33                   | B3                 | SC Pick Szeged         | 27               | 30               |                                |                                |                                |                                |                                |                                |                                |                                |  |  |                                |                                |                                |                                |
|  | 25 mars et 1er avril |                        |                                |                      | B3                 | SC Pick Szeged         | 27               | 30               |                                |                                |                                |                                |                                |                                |                                |                                |  |  |                                |                                |                                |                                |
|  |                      |                        | A2                             | Paris Saint-Germain  | 30                 | 30                     |                  |                  |                                |                                |                                |                                |                                |                                |                                |                                |  |  |                                |                                |                                |                                |
|  | K1                   | HBC Nantes             | A2                             | Paris Saint-Germain  | 30                 | 30                     | 26               | 27               |                                |                                |                                |                                |                                |                                |                                |                                |  |  |                                |                                |                                |                                |
|  | K1                   | HBC Nantes             | 22 et 30 avril                 |                      |                    |                        | 26               | 27               |                                |                                |                                |                                |                                |                                |                                |                                |  |  |                                |                                |                                |                                |
|  | A2                   | Paris Saint-Germain    | 26                             | 35                   |                    |                        |                  |                  |                                |                                |                                |                                |                                |                                |                                |                                |  |  |                                |                                |                                |                                |
|  | A2                   | Paris Saint-Germain    | 26                             | 35                   | A2                 | Paris Saint-Germain    | 27               | 27               |                                |                                |                                |                                |                                |                                |                                |                                |  |  |                                |                                |                                |                                |
|  | 25 mars et 1er avril |                        |                                |                      | A2                 | Paris Saint-Germain    | 27               | 27               |                                |                                |                                |                                |                                |                                |                                |                                |  |  |                                |                                |                                |                                |
|  |                      |                        | A3                             | Veszprém KSE         | 26                 | 26                     |                  |                  |                                |                                |                                |                                |                                |                                |                                |                                |  |  |                                |                                |                                |                                |
|  | B6                   | RK Zagreb              | A3                             | Veszprém KSE         | 26                 | 26                     | 22               | 19               |                                |                                |                                |                                |                                |                                |                                |                                |  |  |                                |                                |                                |                                |
|  | B6                   | RK Zagreb              |                                |                      |                    |                        |                  | 19               |                                |                                |                                |                                |                                |                                |                                |                                |  |  |                                |                                |                                |                                |
|  | A3                   | Veszprém KSE           | 23                             | 29                   |                    |                        |                  |                  |                                |                                |                                |                                |                                |                                |                                |                                |  |  |                                |                                |                                |                                |
|  | A3                   | Veszprém KSE           | 23                             | 29                   | A3                 | Veszprém KSE           | 26               | 30               | Troisième place                | Troisième place                | Troisième place                | Troisième place                |                                |                                |                                |                                |  |  |                                |                                |                                |                                |
|  | 26 mars et 2 avril   |                        |                                |                      | A3                 | Veszprém KSE           | 26               | 30               | Troisième place                | Troisième place                | Troisième place                | Troisième place                |                                |                                |                                |                                |  |  |                                |                                |                                |                                |
|  |                      |                        | K2                             | Montpellier Handball | 23                 | 25                     |                  |                  | 4 juin, Lanxess Arena, Cologne | 4 juin, Lanxess Arena, Cologne | 4 juin, Lanxess Arena, Cologne | 4 juin, Lanxess Arena, Cologne |                                |                                |                                |                                |  |  |                                |                                |                                |                                |
|  | K2                   | Montpellier Handball   | K2                             | Montpellier Handball | 23                 | 25                     | 33               | 28               | 4 juin, Lanxess Arena, Cologne | 4 juin, Lanxess Arena, Cologne | 4 juin, Lanxess Arena, Cologne | 4 juin, Lanxess Arena, Cologne |                                |                                |                                |                                |  |  |                                |                                |                                |                                |
|  | K2                   | Montpellier Handball   |                                |                      |                    |                        |                  | 28               |                                |                                | A1                             | FC Barcelone                   | 30                             | 30                             |                                |                                |  |  |                                |                                |                                |                                |
|  | B2                   | KS Kielce              | 28                             | 26                   |                    |                        |                  |                  |                                |                                | A1                             | FC Barcelone                   | 30                             | 30                             |                                |                                |  |  |                                |                                |                                |                                |
|  | B2                   | KS Kielce              | 28                             | 26                   | A3                 | Veszprém KSE           | 34               | 34               |                                |                                |                                |                                |                                |                                |                                |                                |  |  |                                |                                |                                |                                |
|  |                      |                        |                                |                      |                    |                        |                  |                  |                                |                                |                                |                                |                                |                                |                                |                                |  |  |                                |                                |                                |                                |

Remarque
Le classement indiqué devant chaque équipe est celui de la poule haute (par exemple, A4 signifie 4e de la poule A). K1 et K2 désignent les deux équipes issues des demi-finales de qualification.

## Huitièmes de finale
Les huitièmes de finale se sont déroulés entre le 22 et 26 mars (aller) et entre le 30 mars et le 2 avril (retour).
| Équipe                | Aller | Total   | Retour | Équipe                 |
| --------------------- | ----- | ------- | ------ | ---------------------- |
| HBC Nantes            | 26-26 | 53 - 61 | 27-35  | Paris Saint-Germain    |
| Montpellier Handball  | 33-28 | 61 - 54 | 28-26  | KS Kielce              |
| RK Zagreb             | 22-23 | 41 - 52 | 19-29  | Veszprém KSE           |
| Bjerringbro-Silkeborg | 24-26 | 48 - 59 | 24-33  | SC Pick Szeged         |
| HC Meshkov Brest      | 25-26 | 51 - 54 | 26-28  | SG Flensburg-Handewitt |
| THW Kiel              | 24-25 | 50 - 49 | 26-24  | Rhein-Neckar Löwen     |

| 25 mars 2017 20h45 | HBC Nantes         | 26 - 26   | Paris Saint-Germain | Parc des expositions de la Beaujoire, Nantes Affluence : 4 500 Arbitrage : Santos, Fonseca |
| 25 mars 2017 20h45 | Eduardo Gurbindo 5 | (15 - 14) | Uwe Gensheimer 7    | Parc des expositions de la Beaujoire, Nantes Affluence : 4 500 Arbitrage : Santos, Fonseca |
| 25 mars 2017 20h45 | ×3                 | Rapport   | ×3 ×5               | Parc des expositions de la Beaujoire, Nantes Affluence : 4 500 Arbitrage : Santos, Fonseca |

| 1er avril 2017 17h00 | Paris Saint-Germain | 35 – 27   | HBC Nantes        | Halle Georges-Carpentier, Paris Affluence : 2 914 Arbitrage : Elíasson, Pálsson |
| 1er avril 2017 17h00 | Nedim Remili 10     | (15 – 13) | David Balaguer 10 | Halle Georges-Carpentier, Paris Affluence : 2 914 Arbitrage : Elíasson, Pálsson |
| 1er avril 2017 17h00 | ×3 ×5               | Rapport   | ×3 ×2             | Halle Georges-Carpentier, Paris Affluence : 2 914 Arbitrage : Elíasson, Pálsson |

Paris est qualifié sur un score total de 61 à 53.
| 26 mars 2017 17h00 | Montpellier Handball | 33 - 28   | KS Kielce        | Palais des sports René-Bougnol, Montpellier Affluence : 3 100 Arbitrage : Gjedin, Hansen |
| 26 mars 2017 17h00 | Dolenec, Simonet 8   | (14 - 16) | Karol Bielecki 6 | Palais des sports René-Bougnol, Montpellier Affluence : 3 100 Arbitrage : Gjedin, Hansen |
| 26 mars 2017 17h00 | ×3                   | Rapport   | ×2 ×3            | Palais des sports René-Bougnol, Montpellier Affluence : 3 100 Arbitrage : Gjedin, Hansen |

| 2 avril 2017 18h00 | KS Kielce        | 26 - 28   | Montpellier Handball | Hala Legionów, Kielce Affluence : 4 200 Arbitrage : Gubica, Milošević |
| 2 avril 2017 18h00 | Michał Jurecki 7 | (15 - 11) | Jure Dolenec 7       | Hala Legionów, Kielce Affluence : 4 200 Arbitrage : Gubica, Milošević |
| 2 avril 2017 18h00 | ×3               | Rapport   | ×3                   | Hala Legionów, Kielce Affluence : 4 200 Arbitrage : Gubica, Milošević |

Montpellier est qualifié sur un score total de 61 à 54.
| 25 mars 2017 18h00 | RK Zagreb                        | 22 - 23   | Veszprém KSE                  | Arena Zagreb, Zagreb Affluence : 12 250 Arbitrage : Dentz, Reibel |
| 25 mars 2017 18h00 | Domagoj Pavlović, Josip Valčić 4 | (10 - 12) | Gašper Marguč, Renato Sulić 4 | Arena Zagreb, Zagreb Affluence : 12 250 Arbitrage : Dentz, Reibel |
| 25 mars 2017 18h00 | ×2 ×3                            | Rapport   | ×3 ×4                         | Arena Zagreb, Zagreb Affluence : 12 250 Arbitrage : Dentz, Reibel |

| 1er avril 2017 17h30 | Veszprém KSE    | 29 – 19  | RK Zagreb       | Veszprém Aréna, Veszprém Affluence : 5 019 Arbitrage : Horáček, Novotný |
| 1er avril 2017 17h30 | trois joueurs 5 | (15 – 9) | trois joueurs 3 | Veszprém Aréna, Veszprém Affluence : 5 019 Arbitrage : Horáček, Novotný |
| 1er avril 2017 17h30 | ×3 ×4 ×1        | rapport  | ×3 ×2           | Veszprém Aréna, Veszprém Affluence : 5 019 Arbitrage : Horáček, Novotný |

Veszprém est qualifié sur un score total de 52 à 41.
| 26 mars 2017 16h50 | Bjerringbro-Silkeborg | 24 – 26  | SC Pick Szeged   | Silkeborg-Hallerne, Silkeborg Affluence : 2 202 Arbitrage : Pichon, Reveret |
| 26 mars 2017 16h50 | Nikolaj Markussen 8   | (13 – 8) | Balogh, Gorbok 6 | Silkeborg-Hallerne, Silkeborg Affluence : 2 202 Arbitrage : Pichon, Reveret |
| 26 mars 2017 16h50 | ×2 ×5                 | rapport  | ×2 ×4 ×1         | Silkeborg-Hallerne, Silkeborg Affluence : 2 202 Arbitrage : Pichon, Reveret |

| 2 avril 2017 17h00 | SC Pick Szeged  | 33 – 24   | Bjerringbro-Silkeborg | Városi Sportcsarnok, Szeged Affluence : 3 200 Arbitrage : Krstič, Ljubič |
| 2 avril 2017 17h00 | trois joueurs 7 | (14 – 16) | Sebastian Skube 6     | Városi Sportcsarnok, Szeged Affluence : 3 200 Arbitrage : Krstič, Ljubič |
| 2 avril 2017 17h00 | ×3 ×4           | rapport   | ×3 ×5                 | Városi Sportcsarnok, Szeged Affluence : 3 200 Arbitrage : Krstič, Ljubič |

Szeged est qualifié sur un score total de 59 à 48.
| 26 mars 2017 17h00 | HC Meshkov Brest    | 25 - 26   | SG Flensburg-Handewitt | Universal Sports Complex Victoria, Brest Affluence : 3 740 Arbitrage : Dobrovits, Tájok |
| 26 mars 2017 17h00 | Dainis Krištopāns 5 | (13 - 15) | Lasse Svan Hansen 5    | Universal Sports Complex Victoria, Brest Affluence : 3 740 Arbitrage : Dobrovits, Tájok |
| 26 mars 2017 17h00 | ×3                  | Rapport   | ×1 ×2                  | Universal Sports Complex Victoria, Brest Affluence : 3 740 Arbitrage : Dobrovits, Tájok |

| 2 avril 2017 19h30 | SG Flensburg-Handewitt | 28 - 26   | HC Meshkov Brest   | Flens-Arena, Flensbourg Affluence : 4 819 Arbitrage : López, Ramírez |
| 2 avril 2017 19h30 | Rasmus Lauge Schmidt 7 | (13 – 13) | Rastko Stojković 8 | Flens-Arena, Flensbourg Affluence : 4 819 Arbitrage : López, Ramírez |
| 2 avril 2017 19h30 | ×3                     | Rapport   | ×3                 | Flens-Arena, Flensbourg Affluence : 4 819 Arbitrage : López, Ramírez |

Flensburg est qualifié sur un score total de 54 à 51.
| 22 mars 2017 18h30 | THW Kiel       | 24 - 25   | Rhein-Neckar Löwen    | Sparkassen-Arena, Kiel Affluence : 9 986 Arbitrage : Marín, García |
| 22 mars 2017 18h30 | Nikola Bilyk 7 | (10 - 12) | Kim Ekdahl du Rietz 6 | Sparkassen-Arena, Kiel Affluence : 9 986 Arbitrage : Marín, García |
| 22 mars 2017 18h30 | ×3             | Rapport   | ×2 ×1                 | Sparkassen-Arena, Kiel Affluence : 9 986 Arbitrage : Marín, García |

| 30 mars 2017 19h00 | Rhein-Neckar Löwen    | 24 – 26   | THW Kiel       | SAP Arena, Mannheim Affluence : 10 712 Arbitrage : Nikolov, Nachevski |
| 30 mars 2017 19h00 | Kim Ekdahl du Rietz 6 | (12 - 12) | Bilyk, Vujin 5 | SAP Arena, Mannheim Affluence : 10 712 Arbitrage : Nikolov, Nachevski |
| 30 mars 2017 19h00 | ×3 ×2                 | Rapport   | ×3 ×4 ×1       | SAP Arena, Mannheim Affluence : 10 712 Arbitrage : Nikolov, Nachevski |

Kiel est qualifié sur un score total de 50 à 49.

## Quarts de finale
Les quarts de finale se sont déroulés entre le 19 et 23 avril (aller) et entre le 26 et le 30 avril (retour).
| Équipe                 | Aller | Total | Retour | Équipe               |
| ---------------------- | ----- | ----- | ------ | -------------------- |
| THW Kiel               | 28-26 | 46-49 | 18-23  | FC Barcelone         |
| SG Flensburg-Handewitt | 24-26 | 51-61 | 27-35  | RK Vardar Skopje     |
| SC Pick Szeged         | 27-30 | 57-60 | 30-30  | Paris Saint-Germain  |
| Veszprém KSE           | 26-23 | 56-48 | 30-25  | Montpellier Handball |

| 23 avril 2017 17h30 | THW Kiel       | 28 - 26   | FC Barcelone      | Sparkassen-Arena, Kiel Affluence : 10 205 Arbitrage : Sondors, Līcis |
| 23 avril 2017 17h30 | Marko Vujin 10 | (16 - 15) | Raúl Entrerríos 4 | Sparkassen-Arena, Kiel Affluence : 10 205 Arbitrage : Sondors, Līcis |
| 23 avril 2017 17h30 | ×3 ×1          | Rapport   | ×2 ×4             | Sparkassen-Arena, Kiel Affluence : 10 205 Arbitrage : Sondors, Līcis |

| 29 avril 2017 18h30 | FC Barcelone    | 23 - 18  | THW Kiel              | Palau Blaugrana, Barcelone Affluence : 7 083 Arbitrage : Jurinović, Mrvica |
| 29 avril 2017 18h30 | Valero Rivera 7 | (13 - 9) | N. Ekberg, M. Vujin 4 | Palau Blaugrana, Barcelone Affluence : 7 083 Arbitrage : Jurinović, Mrvica |
| 29 avril 2017 18h30 | ×2              | Rapport  | ×3 ×2                 | Palau Blaugrana, Barcelone Affluence : 7 083 Arbitrage : Jurinović, Mrvica |

Barcelone est qualifié sur un score total de 49 à 46.
| 22 avril 2017 17h30 | SG Flensburg-Handewitt | 24 - 26  | RK Vardar Skopje                        | Flens-Arena, Flensburg Affluence : 4 837 Arbitrage : Krstič, Ljubič |
| 22 avril 2017 17h30 | Johan Jakobsson 6      | (9 - 15) | L. Cindrić, T. Dibirov, A. Dujshebaev 5 | Flens-Arena, Flensburg Affluence : 4 837 Arbitrage : Krstič, Ljubič |
| 22 avril 2017 17h30 | ×3 ×4                  | Rapport  | ×3 ×6                                   | Flens-Arena, Flensburg Affluence : 4 837 Arbitrage : Krstič, Ljubič |

| 27 avril 2017 19h00 | RK Vardar Skopje | 35 - 27   | SG Flensburg-Handewitt | Centre sportif Yané Sandanski, Skopje Affluence : 7 500 Arbitrage : Gjeding, Hansen |
| 27 avril 2017 19h00 | Luka Cindrić 7   | (15 - 10) | Anders Eggert 8        | Centre sportif Yané Sandanski, Skopje Affluence : 7 500 Arbitrage : Gjeding, Hansen |
| 27 avril 2017 19h00 | ×3 ×2 ×3         | Rapport   | ×1 ×5                  | Centre sportif Yané Sandanski, Skopje Affluence : 7 500 Arbitrage : Gjeding, Hansen |

Le Vardar Skopje est qualifié sur un score total de 61 à 51.
| 23 avril 2017 17h00 | SC Pick Szeged            | 27 - 30   | Paris Saint-Germain       | Városi Sportcsarnok, Szeged Affluence : 3 200 Arbitrage : Dinu, Din |
| 23 avril 2017 17h00 | Pedro Rodríguez Álvarez 6 | (14 - 16) | M. Hansen, N. Karabatic 7 | Városi Sportcsarnok, Szeged Affluence : 3 200 Arbitrage : Dinu, Din |
| 23 avril 2017 17h00 | ×3 ×4                     | Rapport   | ×2 ×9                     | Városi Sportcsarnok, Szeged Affluence : 3 200 Arbitrage : Dinu, Din |

| 29 avril 2017 20h45 | Paris Saint-Germain       | 30 - 30   | SC Pick Szeged | Halle Georges-Carpentier, Paris Affluence : 3 800 Arbitrage : Nikolić, Stojković |
| 29 avril 2017 20h45 | M. Hansen, N. Karabatic 6 | (16 - 17) | Zsolt Balogh 8 | Halle Georges-Carpentier, Paris Affluence : 3 800 Arbitrage : Nikolić, Stojković |
| 29 avril 2017 20h45 | ×3                        | Rapport   | ×3 ×4          | Halle Georges-Carpentier, Paris Affluence : 3 800 Arbitrage : Nikolić, Stojković |

Paris est qualifié sur un score total de 60 à 57.
| 22 avril 2017 17h30 | Veszprém KSE             | 26 - 23   | Montpellier Handball | Veszprém Aréna, Veszprém Affluence : 5 019 Arbitrage : López, Ramírez |
| 22 avril 2017 17h30 | L. Nagy, A. Pálmarsson 6 | (13 - 10) | Valentin Porte 5     | Veszprém Aréna, Veszprém Affluence : 5 019 Arbitrage : López, Ramírez |
| 22 avril 2017 17h30 | ×3 ×6                    | Rapport   | ×2 ×4 ×1             | Veszprém Aréna, Veszprém Affluence : 5 019 Arbitrage : López, Ramírez |

| 30 avril 2017 18h30 | Montpellier Handball | 25 - 30   | Veszprém KSE      | Arena de Montpellier, Montpellier Affluence : 3 200 Arbitrage : Geipel, Heibig |
| 30 avril 2017 18h30 | Jure Dolenec 9       | (15 - 11) | Aron Pálmarsson 7 | Arena de Montpellier, Montpellier Affluence : 3 200 Arbitrage : Geipel, Heibig |
| 30 avril 2017 18h30 | ×3 ×2                | Rapport   | ×3 ×4 ×1          | Arena de Montpellier, Montpellier Affluence : 3 200 Arbitrage : Geipel, Heibig |

Veszprém est qualifié sur un score total de 56 à 48.

## Final Four
Le Final Four aura lieu dans la Lanxess Arena de Cologne, les 3 et 4 juin 2017. Le tirage au sort se tient le 2 mai à Cologne.

### Participants

#### FC Barcelone

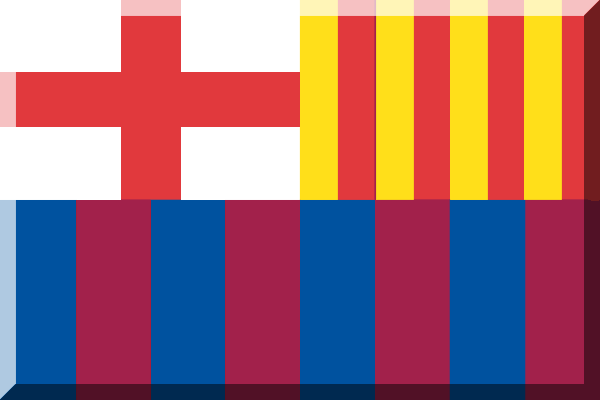
Couleurs du FC Barcelone

Surpris par le THW Kiel en quart de finale la saison précédente, le club catalan, club le plus titré avec 9 victoires, retrouve le Final Four de la compétition.
Lors de la phase de poule, le Barça a terminé en tête du Groupe A et a ainsi été exempté de huitième de finale.
- Vainqueur (9) : 1991, 1996, 1997, 1998, 1999, 2000, 2005, 2011, 2015
- Finaliste (4) : 1990, 2001, 2010, 2013

#### RK Vardar Skopje

Couleurs du RK Vardar Skopje

Après trois éliminations consécutives en quart de finale (règle du nombre de buts marqués à l'extérieur (25 contre 22) face au SG Flensburg-Handewitt en 2014, 51-55 face au KS Kielce en 2015, 56-59 face à Veszprém en 2016), le club macédonien présidé par le milliardaire russe Sergueï Samsonenko arrive enfin à atteindre le Final Four de la compétition.
Lors de la phase de poule, le Vardar a terminé en tête du Groupe B et a ainsi été exempté de huitième de finale.
- Vainqueur (0) : néant
- Finaliste (0) : néant
- Demi-finaliste (0) : néant

#### Paris Saint-Germain

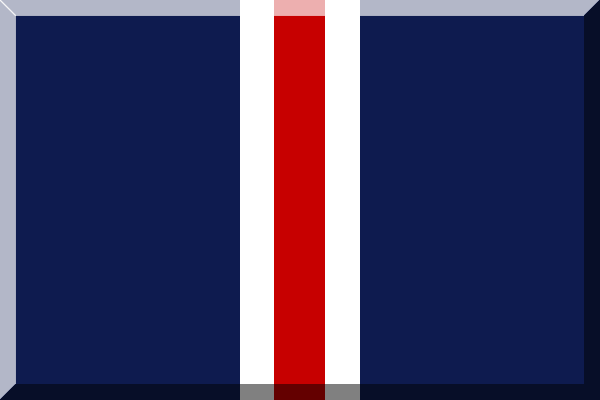
Couleurs du PSG

Champion de France, le Paris Saint-Germain participe pour la deuxième fois consécutive au Final Four.
Deuxième du Groupe A derrière le FC Barcelone, le club parisien retrouve le HBC Nantes en huitième de finale qu'il élimine après un match retour maitrisé (victoire 35 à 27). En quart de finale, Paris s'impose de trois buts en Hongrie face au SC Pick Szeged (30-27) et parvient à se qualifier dans la difficulté (match nul 30-30 après avoir été mené de 4 buts).
- Vainqueur (0) : néant
- Finaliste (0) : néant
- Demi-finaliste (1) : 2016

#### Veszprém KSE

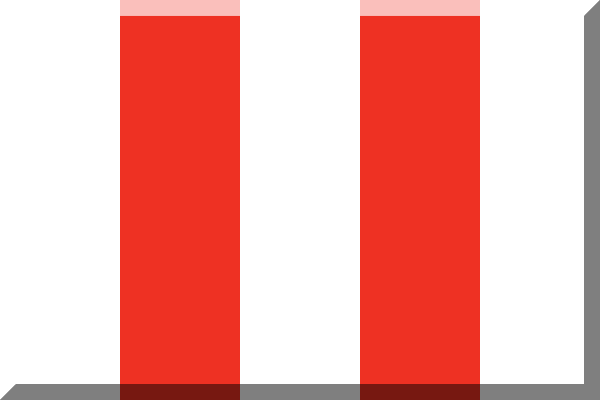
Couleurs du Veszprém KSE

Champion de Hongrie, le Veszprém KSE participe pour la quatrième fois de son histoire au Final Four.
- Vainqueur (0) : néant
- Finaliste (3) : 2002, 2015, 2016
- Demi-finaliste (2) : 2003, 2006

### Résultats
Le tirage au sort a eu lieu le 2 mai à Cologne.
|  | Demi-finales, 3 juin 2017     | Demi-finales, 3 juin 2017     |                                     |    | Finale, 4 juin 2017           | Finale, 4 juin 2017           |
|  | Demi-finales, 3 juin 2017     | Demi-finales, 3 juin 2017     |                                     |    | Finale, 4 juin 2017           | Finale, 4 juin 2017           |
|  |                               |                               |                                     |    |                               |                               |
|  | Lanxess Arena, Cologne, 18h00 | Lanxess Arena, Cologne, 18h00 |                                     |    | Lanxess Arena, Cologne, 18h00 | Lanxess Arena, Cologne, 18h00 |
|  | Lanxess Arena, Cologne, 18h00 | Lanxess Arena, Cologne, 18h00 |                                     |    | Lanxess Arena, Cologne, 18h00 | Lanxess Arena, Cologne, 18h00 |
|  | FC Barcelone                  | 25                            |                                     |    | Lanxess Arena, Cologne, 18h00 | Lanxess Arena, Cologne, 18h00 |
|  | FC Barcelone                  | 25                            |                                     |    | Lanxess Arena, Cologne, 18h00 | Lanxess Arena, Cologne, 18h00 |
|  | RK Vardar Skopje              | 26                            |                                     |    | Lanxess Arena, Cologne, 18h00 | Lanxess Arena, Cologne, 18h00 |
|  | RK Vardar Skopje              | 26                            | RK Vardar Skopje                    | 24 |                               |                               |
|  | Lanxess Arena, Cologne, 15h15 |                               | RK Vardar Skopje                    | 24 |                               |                               |
|  |                               | Paris Saint-Germain           | 23                                  |    |                               |                               |
|  | Paris Saint-Germain           | Paris Saint-Germain           | 23                                  | 27 |                               |                               |
|  | Paris Saint-Germain           |                               |                                     | 27 |                               |                               |
|  | Veszprém KSE                  | 26                            |                                     |    |                               |                               |
|  | Veszprém KSE                  | 26                            | Match pour la 3e place, 4 juin 2017 |    |                               |                               |
|  |                               |                               |                                     |    |                               |                               |
|  | Lanxess Arena, Cologne, 15h15 |                               |                                     |    |                               |                               |
|  |                               |                               |                                     |    |                               |                               |
|  | FC Barcelone                  | 30                            |                                     |    |                               |                               |
|  | FC Barcelone                  | 30                            |                                     |    |                               |                               |
|  | Veszprém KSE                  | 34                            |                                     |    |                               |                               |
|  | Veszprém KSE                  | 34                            |                                     |    |                               |                               |

#### Demi-finales
| 3 juin 2017 15h15 | Paris Saint-Germain             | 27 - 26   | Veszprém KSE  | Lanxess Arena, Cologne Affluence : 19 750 Arbitrage : Nikolov, Nachevski |
| 3 juin 2017 15h15 | Uwe Gensheimer, Mikkel Hansen 7 | (11 - 11) | László Nagy 6 | Lanxess Arena, Cologne Affluence : 19 750 Arbitrage : Nikolov, Nachevski |
| 3 juin 2017 15h15 | ×3 ×2                           | Rapport   | ×3            | Lanxess Arena, Cologne Affluence : 19 750 Arbitrage : Nikolov, Nachevski |

| 3 juin 2017 18h00 | FC Barcelone    | 25 - 26   | RK Vardar Skopje              | Lanxess Arena, Cologne Affluence : 19 750 Arbitrage : Horáček, Novotný |
| 3 juin 2017 18h00 | Kiril Lazarov 6 | (12 - 13) | Alex Dujshebaev, Ivan Čupić 7 | Lanxess Arena, Cologne Affluence : 19 750 Arbitrage : Horáček, Novotný |
| 3 juin 2017 18h00 | ×2 ×5           | Rapport   | ×2 ×3                         | Lanxess Arena, Cologne Affluence : 19 750 Arbitrage : Horáček, Novotný |

#### Match pour la3eplace
| 4 juin 2017 15h15 | Veszprém KSE      | 34 - 30   | FC Barcelone         | Lanxess Arena, Cologne Affluence : 19 750 Arbitrage : Gubica, Milošević |
| 4 juin 2017 15h15 | Aron Pálmarsson 8 | (18 - 17) | Timothey N'Guessan 6 | Lanxess Arena, Cologne Affluence : 19 750 Arbitrage : Gubica, Milošević |
| 4 juin 2017 15h15 | ×3                | Rapport   | ×2                   | Lanxess Arena, Cologne Affluence : 19 750 Arbitrage : Gubica, Milošević |

#### Finale
| 4 juin 2017 18h00 | Paris Saint-Germain | 23 - 24   | RK Vardar Skopje | Lanxess Arena, Cologne Affluence : 19 750 Arbitrage : Geipel, Helbig |
| 4 juin 2017 18h00 | Nikola Karabatic 5  | (12 - 11) | Timour Dibirov 6 | Lanxess Arena, Cologne Affluence : 19 750 Arbitrage : Geipel, Helbig |
| 4 juin 2017 18h00 | ×2 ×4               | Rapport   | ×2 ×4            | Lanxess Arena, Cologne Affluence : 19 750 Arbitrage : Geipel, Helbig |

## Les champions d'Europe
| Champion d'Europe - Ligue des champions 2016-2017 RK Vardar Skopje 1er titre |